# Dunge

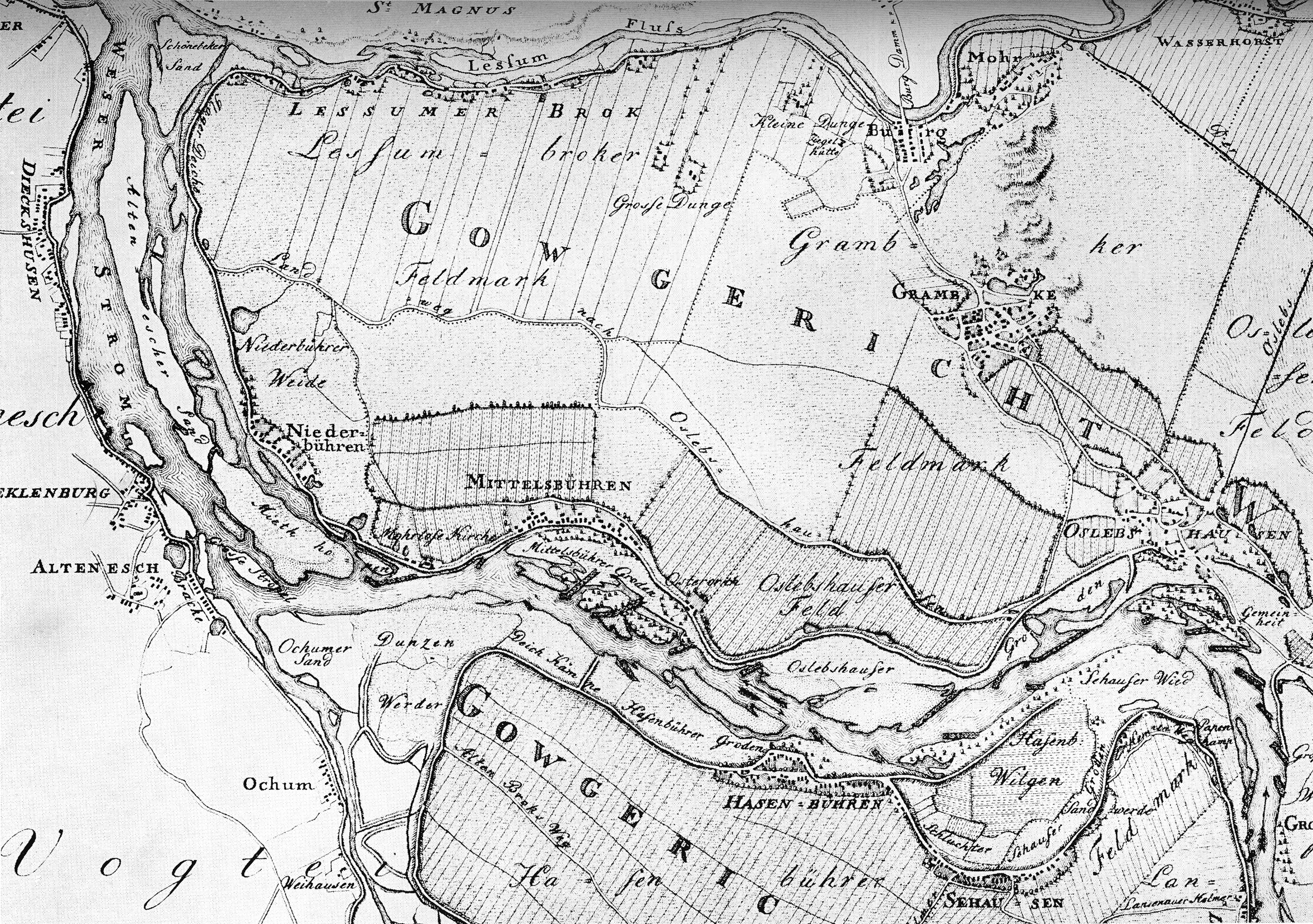
Ausschnitt aus der Karte Christian Abraham Heinekens von 1806 mit der Dunge im rechten oberen Viertel.

Die  Dunge war eine sehr alte, heute nicht mehr bestehende kleine bäuerliche Siedlung im Bereich des heutigen Bremer Stadtteils Burglesum, Ortsteil Werderland.

## Name
Das Wort „Dung“ kennzeichnete ursprünglich die von Tacitus und Plinius erwähnten kellerartigen Vorratsräume und Webkammern, die gegen die Kälte mit Mist bedeckt waren. Das spätmittelalterliche „Dung“ und der neuzeitliche „Dünger“ sind davon abgeleitet.

## Geschichte
Eine villa dunge gehört zu den ältesten urkundlich benannten Siedlungen des Bremer Landgebietes und war schon vor der Eindeichung bewohnt.
Im 18. bis ins 20. Jahrhundert bestand die zwischen Lesumbrok und Burg gelegene Örtlichkeit aus der Kleinen und der Großen Dunge sowie einem Bauernhof. 
Das Gut Große Dunge wird 1365 erstmals im Besitz eines Bremer Ratsherren erwähnt und blieb bis 20. Jahrhundert im  wechselnden Besitz Bremer Bürger. Schon 1337 wird die Kleine Dunge erwähnt. In den 1770er Jahren ging der Besitz an Dr. theol. Johann Smidt, dessen Sohn, der spätere Bürgermeister Johann Smidt den Namen des Landgutes durch seine gereimte Idylle Der Familientag zur Dungen von 1798 in Bremen bekannt und populär gemacht hat. Das Herrenhaus brannte 1885 ab, doch blieb das Landgut bis 1927 im Besitz der Familie Smidt. Die Grundstücke wurden seit 1930 aufgeteilt, 1973 wurde das 1894 errichtete Herrenhaus abgebrochen. 200 m nordwestlich der Großen Dunge lag die angeblich älteste Hofstelle des Werderlands, die seit 1758 von der Familie Martens als Meierhof betrieben und 1955 aufgegeben wurde. Auf ihm arbeitete 1941 der junge polnische Zwangsarbeiter Walerian Wróbel, der wegen eines geringfügigen Vergehens von den Nationalsozialisten hingerichtet wurde. 1954 gab es den Versuch, einen Milchbetrieb aufzubauen, in den 1980er Jahren scheiterte das Projekt eines „Friedhofs an der Lesum“. Aktuell befinden sich auf den Ländereien das Naturschutzgebiet Dunger See und ein Golfplatz.

## Johann Smidt:Der Familientag zur Dungen
Johann Smidt hatte ab 1792 Theologie in Jena studiert, das in jenen Jahren neben Weimar durch Schiller, Fichte, Schelling, Schlegel, Novalis und andere ein Zentrum deutscher idealistischer Philosophie und Literatur bildete.  Die Abfassung des „Familientags“ fällt in die Jahre 1797 bis 1798, als er sich nach seinem Studium zwischen Predigtamt, wissenschaftlicher Lehre als Professor für Philosophie und politischer Karriere zu entscheiden hatte. Das Gedicht ist „gewissermaßen ein Abschiednehmen von der Jugend“, ein verklärender Rückblick auf das ländliche Familienleben auf dem sommerlichen Landgut Kleine Dunge. Höher zu schätzen als die literarische Qualität der sich in Hexametern über 45 Seiten ziehenden Verse ist der kulturgeschichtliche Einblick in den im Jahr 1782 angesiedelten Ferienalltag bürgerlicher Familien und Kinder, der wache Blick auf Bauweise und Gerät, auf Brauch und Kinderspiel, auf lebende und porträtierte Charaktere.
Das Manuskript des vorläufig abgeschlossenen Werks schenkte Smidt am 22. Mai 1789 seiner Schwester, es blieb ungedruckt bis zu der von seinem Sohn Heinrich Smidt 1867 edierten Ausgabe, deren ausführlicher Kommentar auch eine Geschichte der Dunge und familiengeschichtliche Angaben zu den Vorfahren Smidts enthält.